# Hans-Jürgen Ferdinand
Hans-Jürgen „Yogi“ Ferdinand (* 21. August 1943 in Dernbach (Westerwald)) ist ein ehemaliger deutscher Fußballspieler. Der Angreifer hat in der Fußball-Bundesliga in der Saison 1967/68 für den Aufsteiger Alemannia Aachen in 25 Ligaeinsätzen 14 Tore erzielt.

## Fußballerische Laufbahn
Ferdinand durchlief seine fußballerische Jugend in den Jugendmannschaften von Eintracht Höhr-Grenzhausen. Er brachte es dabei bereits in diverse Jugendauswahlteams, ehe er im August 1961 direkt aus der A-Jugend in die 1. Mannschaft aufgenommen wurde. Er spielte zwei Jahre bei der Eintracht, machte eine kaufmännische Lehre bei Rheinstahl-Thyssen in Bendorf und war im vier Kilometer entfernten Nachbarort Hillscheid bei seinen Eltern wohnhaft. Als Jugendlicher betrieb er auch noch Tischtennis als Leistungssport.
Erstmals machte der junge Offensivspieler überregional in der Saison 1963/64 bei der SpVgg Bendorf in der Amateurliga Rheinland auf sich aufmerksam. Er wurde mit 36 Treffern Torschützenkönig der Rheinlandliga und Bendorf belegte den 3. Rang. Jetzt bekam die Torjägerhoffnung zur folgenden Runde 1964/65 einen Vertrag bei TuS Neuendorf in der Regionalliga Südwest. Finanziell war das eine klare Verbesserung für ihn: Von 77 Mark Lehrlingsgeld hin zu einem monatlichen Grundgehalt von 320 Mark, plus 40 Mark Sieg- und 20 Mark Prämien für ein Unentschieden. Dazu noch ein Handgeld von 4.000 Mark, mit dem er sich sein erstes Auto leistete, einen gebrauchten VW-Käfer und damit nicht mehr wie zuvor auf helfende Fahrdienste angewiesen war.
Beim TuS Neuendorf war Hermann Oster, ein früherer Oberliga-Südwestspieler bei TuS und späterer Finanzbeamter bei der damaligen Oberfinanzdirektion in Koblenz, der Trainer. Er wurde für den jungen Neuzugang ein väterlicher Freund und verstand es den vormaligen Amateurfußballer als Mittelstürmer und Torjäger immer wieder neu zu motivieren. Mit Erfolg: In 24 Ligaspielen erzielte Ferdinand in seinem ersten Jahr in der Regionalliga Südwest 21 Tore und Neuendorf belegte den 6. Rang. Der Bundesligist 1. FC Kaiserslautern wurde deshalb auf den Angreifer aufmerksam und Ferdinand absolvierte auf Vermittlung von Fritz Walter ein Probetraining auf dem Betzenberg. Ein Zweijahresvertrag war bereits unterschrieben, aber Koblenz verweigerte die Freigabe, deshalb stand für ihn 1965/66 das zweite Regionalligajahr im Südwesten an. Es brachte im Trainerbereich den Wechsel von Oster hin zum vormaligen Max Merkel-Assistenten Karl-Heinz Trieschmann und einhergehend, ein abrupter Wechsel im Umgangston. Trieschmann kopierte den Wiener Küchenpsychologen und Wortakrobaten, wo er nur konnte, und glänzte mit derben Sprüchen, welche sein Markenzeichen wurden. Trotz seines schlechten Verhältnisses zum Trainer erzielte Ferdinand 1965/66 20 Tore. 
Der kopfballstarke und robuste Neuzugang hatte in der südwestdeutschen Zweitklassigkeit sofort seine Abschlussqualitäten bestätigt und erzielte in zwei Runden 41 Tore in 48 Ligaeinsätzen für das Team aus dem Stadion Oberwerth. Als er zum Erreichen des 4. Ranges 1965/66 von TuS Neuendorf 20 Tore an der Seite von Werner Hölzenbein und Hans Sondermann beigesteuert hatte, wurde er zur Runde 1966/67 vom westdeutschen Regionalligaverein Alemannia Aachen neu unter Vertrag genommen. Die Schwarz-Gelben vom Tivoli-Stadion hatten schon dreimal vergeblich versucht in die Bundesliga aufzusteigen und setzten neben dem Torjäger aus Neuendorf auch noch auf die weiteren Neuzugängen Rolf Pawellek, Peter Reiter, Peter Schöngen und Christoph Walter.
Als Trainer stand der ehemalige Aktive des Duisburger Spielverein, Hans „Hennes“ Hoffmann am Regiepult und Ferdinand hatte noch zusätzlich seinen Wehrdienst bis März 1967 in der Aachener Gallwitz-Kaserne abzuleisten. Rückblickend hält Ferdinand nicht viel von den Trainerqualitäten des Mannes aus Duisburg und die Hinrunde waren verlorene Monate für ihn, aber auch für die weiteren Neuzugänge Reiter, Schöngen und Walter. Das Quartett wurde in der Presse bereits als Fehleinkäufe tituliert. Auf dem 6. Rang ging die Alemannia in die Winterpause. Die Wende kam mit Michael Pfeiffer, welcher nach der Weihnachtsfeier als neuer Trainer unter Vertrag genommen wurde. Nach der Beschreibung bei Ferdinand passte er zur Mannschaft, war ein guter Rhetoriker, hatte hohe fachliche Kompetenz und konnte bei den Spielern Begeisterung und ungeahnte fußballerische Kräfte freimachen.
Es wurde eine sehr ausgeglichene Saison und an der Spitze wechselten sich beständig Hamborn 07, Aachen, Halbzeitmeister Arminia Bielefeld, Schwarz-Weiß Essen, Rot-Weiß Oberhausen und der VfL Bochum ab. Das Sextett mit Titelhoffnungen entschied das Titelrennen erst am letzten Spieltag, als Bielefeld sich mit einem 0:1 beim Wuppertaler SV von der Aufstiegsrunde verabschiedete und die Uhlenkrug-Kicker des ETB nach neun Wochen Spitzenkost mit einem müden 0:0 gegen Hagen den Aachener „Kartoffelkäfern“ – die Schwarz-Gelben gewannen ihr Heimspiel am 15. Mai 1967 mit 4:0 gegen Eintracht Duisburg und Ferdinand zeichnete sich dabei als dreifacher Torschütze aus – die Meisterschaft servierten. Mit 48:20 Punkten gewann Alemannia die Meisterschaft, mit einem Punkt Rückstand errang Schwarz-Weiß Essen die Vizemeisterschaft. In der Bundesligaaufstiegsrunde behauptete sich der Westmeister mit 12:4 Punkten gegenüber Kickers Offenbach, 1. FC Saarbrücken, Göttingen 05 und Tennis Borussia Berlin. Ferdinand bestritt alle acht Aufstiegsrundenspiele und erzielte acht Tore. Er wurde damit Torschützenkönig der Aufstiegsrunde 1967; mit jeweils sieben Treffern folgten Wolfgang Gayer (Borussia Neunkirchen) und Mannschaftskollege Alfred Glenski auf den Plätzen.
Der Aufsteiger verstärkte sich für die Herausforderung Bundesliga mit den Neuzugängen Horacio Troche, Juan Carlos Borteiro, Karl-Heinz Bechmann und Karl-Heinz Krott, musste aber am Rundenstart, den 19. August 1967, vor 30.000 Zuschauern eine empfindliche 0:4-Heimniederlage gegen den FC Bayern München verkraften. Mittelstürmer Ferdinand lernte dabei die gehobene Klasse des Gespannes Franz Beckenbauer und Georg Schwarzenbeck in der Defensivzentrale des späteren Rekordmeisters kennen. Im weiteren Rundenverlauf stabilisierte sich die Mannschaft von Trainer Pfeiffer und belegte am Rundenende den 11. Rang. Angreifer Ferdinand führte die interne Torschützenliste mit 14 Treffern vor Glenski (9 Tore) und Krott (7 Tore) an. Er hatte den Reigen seiner Tore am 13. September 1967 beim 2:0-Heimerfolg gegen den Hamburger SV eröffnet, als er sich mit Abwehrgrößen wie Jürgen Kurbjuhn, Egon Horst und Willi Schulz zu messen hatte. Des Weiteren sorgte er für wichtige Treffer beim 1:0-Sieg bei Werder Bremen, beim 1:1-Remis beim 1. FC Kaiserslautern, bei den 4:2 und 5:1-Erfolgen gegen den 1. FC Köln und Borussia Neunkirchen, er war der Siegtorschütze beim 2:1-Heimerfolg gegen den FC Schalke 04 und erzielte auch am 6. April 1968 den 1:1-Ausgleichstreffer im Heimspiel gegen Werder Bremen. Zumeist bildete er zusammen mit Krott, Herbert Gronen, Heinz-Gerd Klostermann und Glenski den Angriff, oftmals durch die Mittelfeldspieler Erwin Hoffmann, Karl-Heinz Bechmann und Jupp Martinelli unterstützt.
Als zur Saison 1968/69 in Aachen auf die ausländischen Nationalspieler Roger Claessen und Ion Ionescu gesetzt wurde, erhielt Ferdinand die Freigabe und wechselte für eine Ablöse von 100.000 DM zum FC Chiasso in die Schweiz. Die Zeit in Chiasso, ein Grenzort zu Italien und in unmittelbarer Nähe zum Comer See gelegen, entwickelte sich für den Mann aus dem Westerwald, zu einem prägenden Erlebnis. Das Tessin mit seinem milden Klima, den malerischen Orten am Lago Maggiore, Luganer- und Comer See waren für den Neuankömmling aus Aachen sehr beeindruckend. Von der italienischen Küche, die ihm ja zuvor fremd gewesen war, gleich gar nicht zu reden. Er übte neben dem Fußball auf eigenen Wunsch eine Halbtagsbeschäftigung in der Börsenabteilung der Schweizerischen Kreditanstalt aus. In seiner ersten Saison erzielte er für Chiasso zwölf Tore. Vor der Saison 1969/70 verstärkte sich der Verein mit drei Spielern des FC Lugano. Vor allem die Neuerwerbungen gaben nun Ferdinand die entsprechenden Vorlagen, setzten ihn immer wieder klug ein, damit er seine Torgefährlichkeit ausspielen konnte. Am Rundenende hatte er mit 24 Treffern die Torschützenkrone in der NLB errungen.
Nach zwei Jahren mit vorderen Mittelfeldplätzen (5. und 7. Rang) kehrte Ferdinand wieder zur Saison 1970/71 nach Aachen zurück. Da seine Frau mit den zwei kleinen Kindern wieder nach Deutschland zurück wollte und Alemannia Aachen erneut auf ihn zukam und Präsident Leo Führen bei einer Geschäftsreise sich in Chur in Graubünden aufhielt, wurden dort die Vertragsverhandlungen geführt und der Torjäger schloss sich erneut der Alemannia in der Regionalliga West an. Der Stürmer erwies sich beim Bundesligaabsteiger wieder als zuverlässiger Torjäger, in der Spielzeit 1970/71 kam er in 21 Einsätzen auf 15 Tore, in der Folgesaison waren es 17 Tore in 32 Spielen. Unter Trainer Gunther Baumann belegte das Team aus dem Dreiländereck den vierten Rang und Ferdinand hatte an der Seite von Mitspielern wie Torhüter Werner Scholz und Routinier Christian Breuer seine Trefferqualitäten zur Geltung gebracht. Der angestrebte Wiederaufstieg in die Bundesliga misslang jedoch, mit Aachen landete er in der Abschlusstabelle jeweils auf den Plätzen sechs und vier.
Nach den vier Einsätzen 1973/74 gegen Viktoria Köln (3:1, zwei Tore), Arminia Bielefeld (2:1), Preußen Münster (0:2) und Schwarz-Weiß Essen (0:1) beendete er seine Laufbahn als Fußballer. 2013 wurde er für seine 40-Jährige Mitgliedschaft bei der Alemannia mit einer Dankesurkunde ausgezeichnet.
Ferdinand ist auch heute noch regelmäßig zu Gast am Tivoli und bei den Fans für seine nostalgischen Rückblicke auf seine Zeit bei Alemannia Aachen beliebt.

## Beruf und Hobby

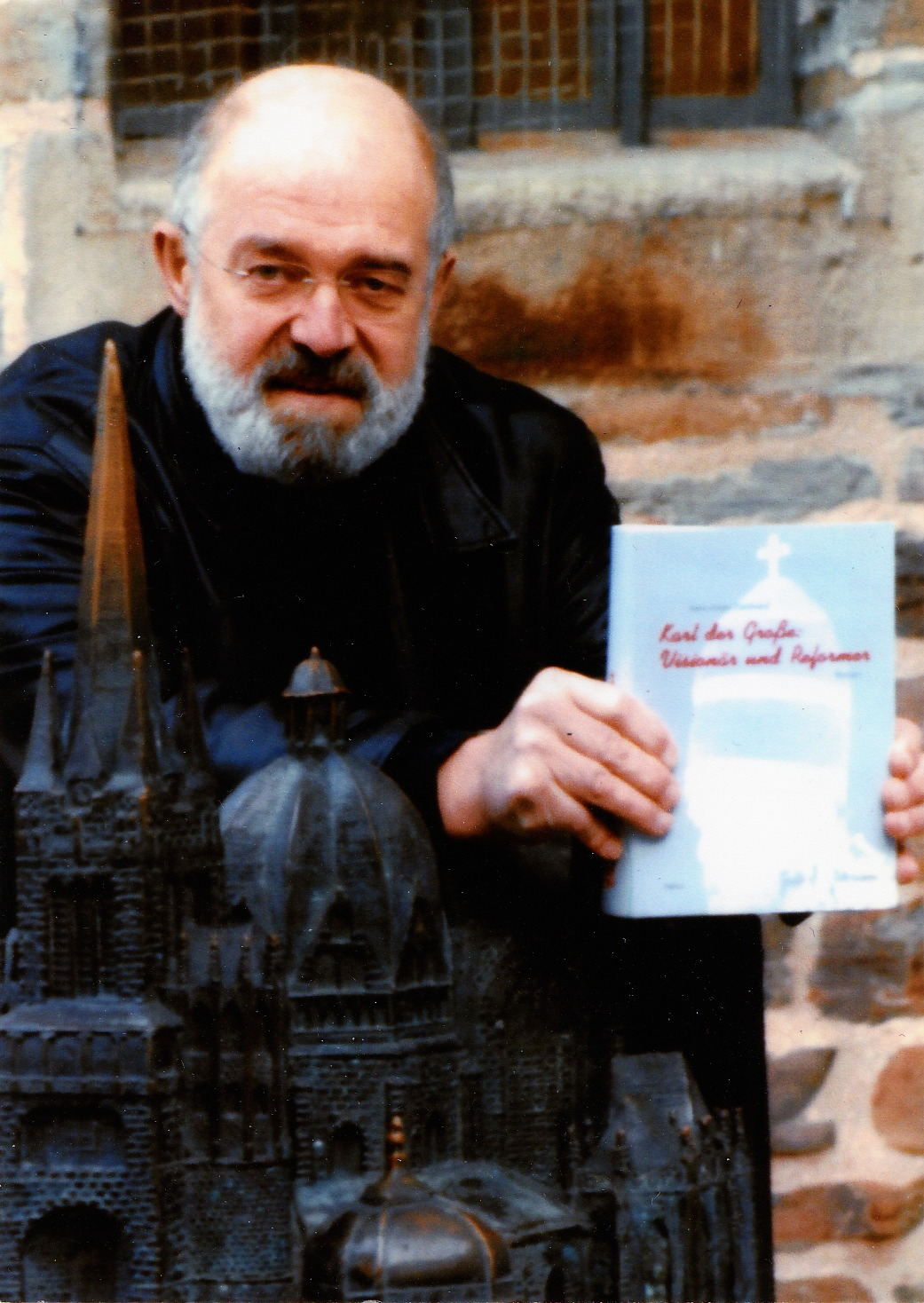
Hans-Jürgen Ferdinand in Aachen mit seinem Roman Karl der Große: Visionär und Reformer

Von seiner Fußballerlaufbahn abgesehen ist Ferdinand Kaufmann bei einer Bausparkasse, Immobilienmakler und im Automatengeschäft tätig gewesen. Außerdem hat er seit 2002 mehrere Bücher zu Aachener Lokalthemen, Geschichte und Glauben als Autor veröffentlicht. Zudem nutzt er seine Bekanntheit für soziale Zwecke, etwa im Rahmen eines Projekt zur Förderung von Analphabeten in Guatemala.